# Vincente Bacallar
Vicente Bacallar y Sanna, markiz de San Felipe (ur. 6 lutego 1669 w Cagliari (Sardynia), zm. 11 czerwca 1726 w Hadze) – hiszpański polityk, wojskowy, dyplomata i historyk.
Urodzony na Sardynii (wówczas część Hiszpanii) w arystokratycznej rodzinie sardyńskiej o pochodzeniu walenckim. Jako młody człowiek pojechał do Hiszpanii, w której rozpoczął karierę wojskowego.
Karol II Habsburg uczynił go wojskowym gubernatorem Sardynii z tytułem gubernatora Cagliari i Gallura.
W czasie wojny o sukcesję hiszpańską popierał Filipa V, który uczynił go w 1709 roku markizem San Felipe i wicehrabią de Fuentehermosa. Gdy Sardynia wpadła w ręce arcyksięcia Karola, Bacallar musiał wrócić do Madrytu, ale nadal miał nadzieję na odzyskanie ojczyzny z rąk Austriaków.   
Był jednym z negocjatorów pokoju w Utrechcie (1713). W 1714 podpisał zrzeczenie się przez Hiszpanię Sardynii na rzecz Austrii. Potem został ambasadorem w Genui.
W Genui przygotowywał w 1717 roku wyprawę wojskową w celu odzyskania Sardynii dla króla Hiszpanii. Wyspę odzyskano, ale w 1720 powtórnie utracono, wymieniając ja na Sycylię w traktacie pokojowym z Księstwem Sabaudii-Piemontu.
W latach 1714–1725 ambasador w Genui. 21 września 1725 roku został ambasadorem w Holandii. Jego politycznym celem było zapewnienie neutralności Holandii. Zmarł w Hadze w czasie pobytu na placówce na atak apopleksji.  
Jako historyk napisał: 
- Comentarios de la guerra de España e historia de Su rey, Felipe V el Animoso Animoso desde el principio de su regnado hasta la paz general del año 1725 (1725). Dzieło to cechuje mnogość dat i dobry styl,
- Description geographique, historique et politique du royaume de Sardaigne.

Bacallar napisał też: 
- traktat: Monarquía hebrea (1719),
- la Fábula de Eco y Narciso, del marqués de Castelnovo,
- poematy: Las Tobias (1709) i El Palacio de Momo (1714).

Zostawił po sobie bibliotekę 16.000 tomów. Był członkiem Real Academia Española (fotel N) od 1713 roku, w ramach której pracował nad kompilacją pierwszego słownika języka hiszpańskiego, który wydano w Madrycie w 1726 roku.  